# Stenonema
Stenonema is een geslacht van haften (Ephemeroptera) uit de familie Heptageniidae.

## Soorten
Het geslacht Stenonema omvat de volgende soorten:
- Stenonema femoratum